# دانگجیاچون
دانگجیاچون یا روستای دانگ‌جیا (چینی: 党家村) در شی‌ژوانگ (西庄镇)، در شمال شرقی هانچنگ، واینان، استان شنشی قرار دارد. این روستا ۹ کیلومتر از جنوب غربی شهر جدید هانچنگ، ۱٫۵ کیلومتر از غرب جاده ملی ۱۰۸ و ۳٫۵ کیلومتر از شرق رود زرد فاصله دارد.
روستای دانگ‌جیا در سال ۱۳۳۱ تأسیس شده و در دره‌ای به شکل کدو در جهت شرق-غرب قرار گرفته است. این روستا از بالا شبیه یک قایق به نظر می‌رسد و طرح ساخت خانه‌های آن مطابق با اصول سنتی یین و یانگ و باگوا است. در آن زمان، روستا شامل بیش از ۳۳۰ خانوار و ۱۴۰۰ نفر جمعیت بود. امروزه تعداد حیاط‌های مسکونی موجود در آن به ۱۲۳ عدد رسیده است. در آوریل ۱۹۸۹، یکی از ساختمان‌های تئاتر ۳۰۰ ساله این روستا تخریب شد.
مهم‌ترین بناهای موجود در این روستا شامل سنگ‌فرش‌های قدیمی، ساختمان‌های مختلف، معبد اجدادی باشکوه، برج بلند و راست‌قامت ون‌ژینگ‌گه و خانه‌های حیاط‌دار است. همچنین این ساختمان‌ها با سردرهای نفیس، کنده‌کاری‌های چوبی و آجری تزئین شده‌اند. افزون بر این، سیستم‌های دفاعی قدیمی همچون دیوارهای شهر، دژ بی‌یانگ و نگهبانی میان‌طبقه‌ای نیز در این روستا وجود دارند.
ارزش مطالعاتی روستای دانگ‌جیا عمدتاً در جنبه‌های زیر نهفته است:
نخست، این روستا نمایانگر ترکیب عملکردهای سکونتی، تولیدی و دفاعی در سکونتگاه‌های روستایی چین باستان است. دوم، جداسازی «ژای-بائو» (Zhai-Baos) از روستا، که تاکنون به عنوان منحصربه‌فردترین شکل روستا در چین شناخته شده است. سوم، در خانه‌های حیاط‌دار هانچنگ، ازجمله در دانگ‌جیا، اتاق‌های میانی و فوقانی (اتاق نشیمن) نه به عنوان فضای زندگی روزمره، بلکه به عنوان فضایی رسمی و روشن برای آیین‌های تشریفاتی و نیایش استفاده می‌شده است. همچنین، طرح «یک اتاق روشن و دو اتاق تاریک مجزا» که در خانه‌های شمال چین رایج بوده، در هانچنگ کمتر مورد استفاده قرار گرفته است.